# The Crew Motorfest
The Crew Motorfest — гоночная компьютерная игра 2023 года, разработанная студией Ivory Tower и изданная Ubisoft для консолей PlayStation 4, PlayStation 5, Xbox One, Xbox Series X/S, а также Windows. Игра представляет собой прямое продолжение The Crew 2 (2018) и является третьим релизом в одноимённой серии. Как и в случае с её предшественниками, действие The Crew Motorfest происходит в открытом мире; однако, в отличие от предыдущих частей, в качестве основной локации были выбраны не континентальные Соединённые Штаты, а уменьшенная версия гавайского острова Оаху.

## Игровой процесс
Сюжет The Crew Motorfest сконцентрирован вокруг гоночного фестиваля, который станет основной площадкой для доступа к различным игровым событиям, что роднит проект с франшизой Forza Horizon. Игровой процесс аналогичен предыдущим частями серии. Он включает многопользовательские онлайн-функции, а также возможность управлять автомобилями, самолётами и лодками.
В конце 2024 года разработчики объявили о добавлении оффлайн-режима, чтобы обеспечить долгосрочный доступ к проекту. Также в игру добавят новый остров, который сделает карту на 50 % больше.

## Разработка и релиз
Игра разрабатывалась студией Ubisoft Ivory Tower. Вначале она задумывалась как DLC для The Crew 2. Однако переросла в отдельный проект, когда разработчики поняли, что некоторые идеи по изменению структуры геймплея несовместимы с текущим игровым движком.
До октября 2022 года игра разрабатывалась под кодовым именем Project Orlando. Согласно информации от представителей студии, рабочим названием проекта было The Crew Motorcamp.
Первый тизер-трейлер грядущего проекта был выпущен 31 января 2023 года. 1 февраля прошло закрытое тестирование игры на ПК. 14 сентября 2023 года состоялся релиз The Crew Motorfest на PlayStation 4, PlayStation 5, Windows, Xbox One и Xbox Series X/S. Обозреватели отмечали сходство между Motorfest и играми серии Test Drive Unlimited (2006 и 2011), которыми ранее занимались несколько разработчиков из Ivory Tower и местом действия которых также является остров Оаху.